# Coffea liberica
Il caffè della Liberia (Coffea liberica W.Bull, 1874) è una pianta angiosperma della famiglia delle Rubiacee, utilizzata per la produzione di caffè.

## Distribuzione e habitat
La specie è originaria dell'Africa occidentale e centrale, diffusa dalla Liberia all'Uganda e all'Angola, ed è stata naturalizzata anche nelle Filippine, Indonesia, Seychelles, Isole Andamane e Nicobare, Polinesia francese, America Centrale, Indie occidentali, Venezuela, Colombia, Malesia e Brasile.

## Coltivazione e utilizzo
L'albero di Coffea liberica cresce fino a 20 metri di altezza, producendo frutti più grandi di quelli raccolti sugli alberi di Coffea arabica. Fu importato in Indonesia per sostituire gli alberi di arabica uccisi dalla malattia della ruggine del caffè alla fine del XIX secolo. Si trova ancora oggi in alcune parti di Giava centrale e orientale e del Kalimantan Occidentale.
La Liberica è anche la principale specie di caffè coltivata nelle Filippine. La città di Lipa nella provincia di Batangas divenne il più grande produttore di arabica del paese nel 1880 fino a quando quell'industria non crollò a causa della ruggine del caffè nel 1890, uccidendo quasi tutte le piante di arabica nella zona e mettendo a rischio di estinzione la varietà. Come in Indonesia, fu introdotto il caffè liberica per sostituirlo. Oggi Batangas e la vicina provincia di Cavite sono produttori di una varietà di liberica conosciuta come barako (dallo spagnolo café verraco).

## Tassonomia
Coffea dewevrei, Coffea dybowskii e Coffea excelsa erano precedentemente considerate specie separate, ma sono state riclassificate nel 2006 come sinonimi di Coffea liberica var. dewevrei.